# Wasaya Airways
Experience WASAYA
Wasaya Airways (ᐙᐦᓭᔮ ᐱᒥᐦᓭᐎᐣ en oji-cree) est une compagnie aérienne domestique basée à Thunder Bay en Ontario au Canada. Elle est possédée à 100 % par des Premières Nations. Ses hubs principaux sont l'aéroport international de Thunder Bay et l'aéroport de Sioux Lookout. Elle a été fondée en 1989. Le nom « Wasaya » signifie « il est lumineux » en oji-cree en référence à la lumière du Soleil.